# Choi Myung-gil
Choi Myung-gil (최명길?, 崔明吉?, Choe Myeong-gilLR, Ch'oe Myŏng-kilMR; Seul, 11 novembre 1962) è un'attrice sudcoreana.

## Biografia
Ha frequentato l'Istituto delle arti di Seul. Si è sposata col politico Kim Han-gil, ex presidente del Partito Democratico ed ex copresidente del Partito Democratico di Corea. Insieme hanno due figli.

## Filmografia

### Cinema
- A Story About Lovers (1983)
- Milky Way in Blue Sky (1986)
- With Her Eyes and Body (1986)
- Night Fairy, regia di Nam Gi-nam (1986)
- Angaegidung, regia di Park Chul-soo (1987)
- Honeymoon (1989)
- The Lovers of Woomook-baemi, regia di Jang Sun-woo (1990)
- Jangmibit insaeng (1994)
- Sunny, regia di Kang Hyeong-cheol (2011)

### Televisione
- Angry Eyes - (1981)
- Friend, Friend - (1982)
- Linger - (1992)
- 500 Years of Joseon: The King of Chudong Palace - serie TV (1983)
- Sunflower in Winter - (1983)
- MBC Bestseller Theater "Looking for a Woman" - (1984)
- 500 Years of Joseon: The Ume Tree in the Midst of the Snow - (1984)
- The Season of Men - (1985)
- 500 Years of Joseon: The Wind Orchid - (1985)
- Drama Game - (1986)
- The Face of a City - (1987)
- Three Women - (1988)
- 500 Years of Joseon: Memoirs of Lady Hyegyeong - (1988)
- That Woman - (1990)
- Another's Happiness - (1991)
- Windmills of Love - (1991)
- The Chemistry Is Right - (1992)
- Reunion - (1992)
- Marriage - (1993)
- Theme Series "Father" - (1993)
- Friday's Woman "Woman on the Edge of the Cliff" - (1993)
- There Is No Love - (1994)
- TV Literature "Lost in the Supermarket" - (1996)
- Tears of the Dragon - serie TV (1996)
- Foolish Princes - (2000)
- Gibbs' Family - (2000)
- Empress Myeongseong - serie TV (2001)
- South of the Sun - (2003)
- Woman Above Flowers - (2005)
- By My Side - (2007)
- The Great King, Sejong - serie TV (2008)
- Again, My Love - (2009)
- Invincible Lee Pyung Kang - serie TV (2009)
- Geunchogo wang - serie TV (2010-2011)
- Stormy Lovers - (2010)
- Miss Ripley - serie TV (2011)
- Yunggwang-ui Jae-in - serie TV (2011)
- Pots of Gold - serie TV (2013)
- Mi-rae-ui seontaek - serie TV (2013)
- Punch - serie TV (2014-2015)
- House of Bluebird - serie TV (2015)
- Sweet Home, Sweet Honey - serie TV (2015)
- You Are a Gift - serie TV (2016)
- Entourage - serie TV (2016)
- Inhyeong-ui jip - serie TV (2018)
- Mother of Mine - serie TV (2019)
- Gracious Revenge - serie TV (2019-2020)
- Men are Men - serie TV (2020)
- Red Shoes - serie TV (2021)

## Premi e riconoscimenti
- Baeksang Arts Awards
  - 1985 – Miglior nuova attrice per Looking for a Woman
  - 1995 – Miglior attrice per Jangmibit insaeng
- MBC Drama Awards
  - 1985 – Premio eccellenza: migliore attrice per The Ume Tree in the Midst of the Snow
  - 1990 – Premio alta eccellenza: migliore attrice per That Woman
  - 2007 – Premio d'oro per la migliore attrice in un drama per By My Side
  - 2013 – Candidatura al premio alta eccellenza: migliore attrice per Pots of Gold
- Premio Daejong
  - 1986 – Migliore attrice per Angaegidung
  - 1990 – Candidatura alla migliore attrice per The Lovers of Woomook-baemi
  - 1995 – Candidatura alla migliore attrice per Jangmibit insaeng
- Blue Dragon Film Award
  - 1990 – Candidatura alla migliore attrice per The Lovers of Woomook-baemi
  - 1994 – Migliore attrice per Jangmibit insaeng
- Festival des 3 Continents[6][7]
  - 1994 – Migliore attrice per Jangmibit insaeng
- Chunsa Film Art Awards
  - 1994 – Premio speciale della giuria per Jangmibit insaeng
- SBS Drama Awards
  - 1994 – Grande premio per Marriage
  - 2003 – Candidatura al premio alta eccellenza: migliore attrice per South of the Sun
  - 2003 – Premio eccellenza: migliore attrice in un drama per South of the Sun
  - 2003 – Top 10 stelle del cinema per South of the Sun
  - 2015 – Premio eccellenza: migliore attrice in un drama per Punch
- Korea Broadcasting Awards
  - 1995 – Premio eccellenza: migliore attrice per Marriage
- Korean Association of Film Critics Awards
  - 1995 – Migliore attrice per Jangmibit insaeng
- Grimae Awards
  - 1997 – Migliore attrice per Tears of the Dragon
- KBS Drama Awards
  - 1997 – Premio alta eccellenza: migliore attrice per Tears of the Dragon
  - 2002 – Premio alta eccellenza: migliore attrice per Empress Myeongseong
  - 2008 – Candidatura al premio alta eccellenza: migliore attrice per The Great King, Sejong
  - 2009 – Candidatura al premio alta eccellenza: migliore attrice per Again, My Love, Invincible Lee Pyung Kang
  - 2009 – Candidatura al premio alta eccellenza: migliore attrice in un drama per Again, My Love, Invincible Lee Pyung Kang
  - 2021 – Candidatura al premio alta eccellenza: migliore attrice per Red shoes[8]
  - 2021 – Candidatura al premio alta eccellenza: migliore attrice in un drama per Red shoes[9]